# Edward Stanley, 17. hrabě z Derby
Edward George Villiers Smith Stanley, 17. hrabě z Derby (Edward George Villiers Smith Stanley, 17th Earl of Derby, 4th Baron Stanley of Bickerstaffe, 2nd Baron Stanley of Preston) (8. dubna 1865, Londýn, Anglie – 4. února 1948, Knowsley Hall, Anglie) byl britský státník ze starobylého šlechtického rodu Stanleyů, představitel Konzervativní strany. V mládí sloužil v armádě a byl členem Dolní sněmovny, od mládí zastával nižší funkce ve vládě. Od roku 1908 byl jako hrabě z Derby členem Sněmovny lordů. Byl velvyslancem ve Francii (1918-1920) a dvakrát ministrem války (1916-1918 a 1922-1924). Získal Podvazkový řád a Řád čestné legie.

## Kariéra

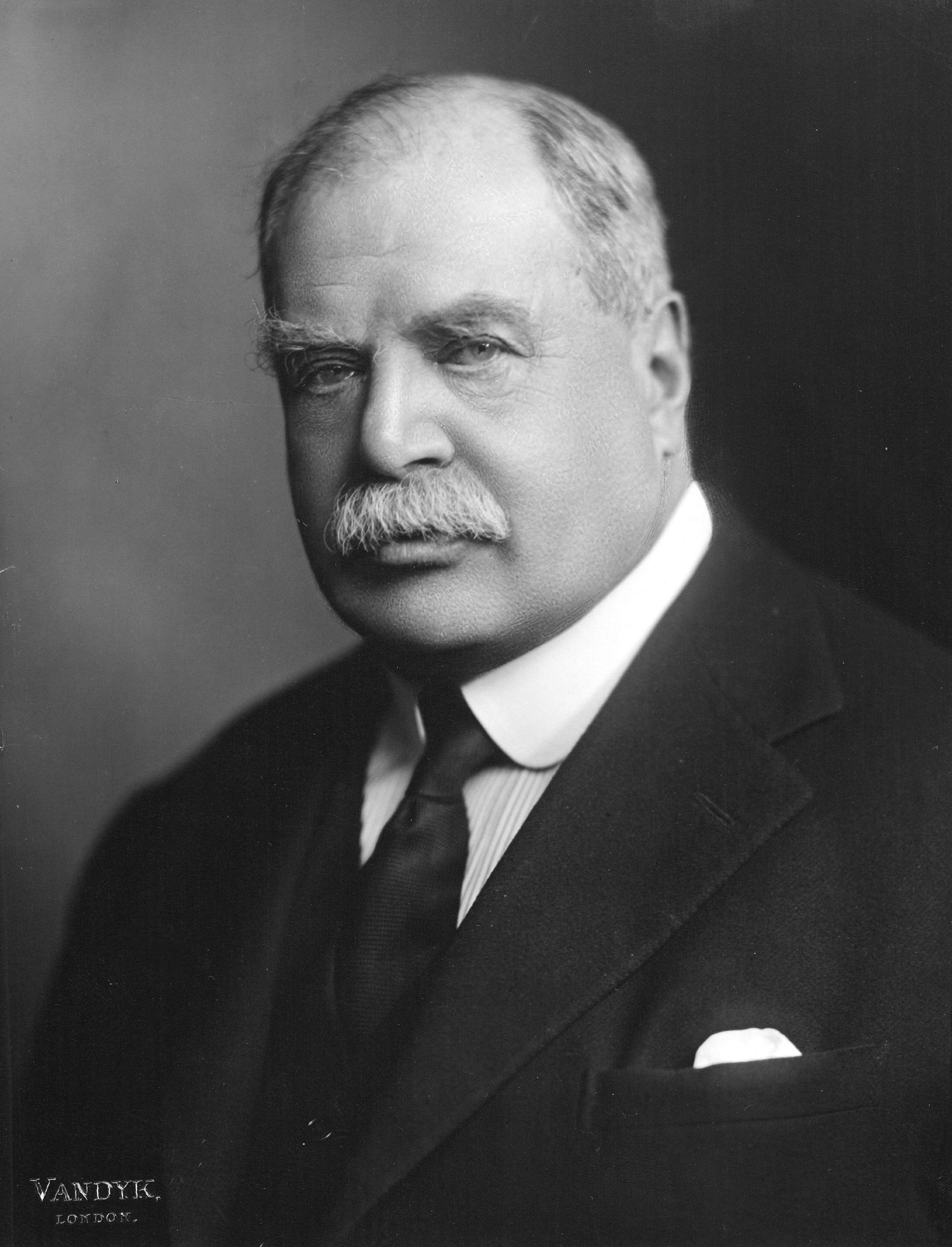
Edward Stanley, 17. hrabě z Derby

Narodil se v Londýně jako nejstarší syn ministra a kanadského generálního guvernéra 16. hraběte z Derby, po matce Constance Villiers (1840-1922) byl vnukem ministra zahraničí 4. hraběte z Clarendonu. Po středoškolských studiích vstoupil do armády, v letech 1888-1891 byl v hodnosti nadporučíka pobočníkem kanadského generálního guvernéra (tím byl tehdy jeho otec). V letech 1892-1906 byl poslancem Dolní sněmovny, jako otcův dědic po smrti strýce Edwarda užíval od roku 1893 jméno lord Edward Stanley. V Salisburyho vládě byl lordem pokladu (1895-1900), mezitím se zúčastnil búrské války a v roce 1900 byl krátce vojenským tajemníkem vrchního velitele v jižní Africe. V letech 1901-1903 byl finančním tajemníkem na ministerstvu války, ve funkci generálního poštmistra (1903-1905) se stal zároveň členem Tajné rady (1903).
Po roce 1905 byl v opozici a v roce 1906 se ve volbách nedostal do Dolní sněmovny. Po otci ale v roce 1908 zdědil titul hraběte z Derby a vstoupil do Sněmovny lordů. V letech 1912-1913 byl starostou v Liverpoolu, v roce 1915 získal Podvazkový řád. Za první světové války se stal členem vlády nejprve jako státní podsekretář války (1916). V letech 1916-1918 byl ministrem války a prezidentem armádní rady, v této funkci prosadil reformu dobrovolné služby v armádě. V letech 1918-1920 byl britským velvyslancem v Paříži a podílel se na přípravě mírové konference po skončení první světové války. Politickou kariéru zakončil opět ve funkci ministra války (1922-1924), poté odešel do soukromí. Zemřel na rodovém sídle Knowsley Hall (Lancashire) ve věku 82 let. Přežil svého staršího syna Edwarda a dědicem rodových titulů se stal vnuk Edward Stanley, 18. hrabě z Derby (1918-1994).
Zastával také řadu čestných funkcí, byl kancléřem univerzity v Liverpoolu (1909-1948) a lordem místodržitelem v hrabství Lancashire (1928-1948). Získal čestné doktoráty v Oxfordu, Cambridge a Birminghamu. Za zásluhy obdržel velkokříž Viktoriina řádu (1908) a Řádu lázně (1920), během diplomatické mise ve Francii se stal rytířem Čestné legie. V rodinné tradici se věnoval chovu koní a v první polovině 20. století vlastnil jednu z nejvýznamnějších stájí v Británii. V letech 1924, 1933 a 1942 byl třikrát vítězem Derby.

## Rodina

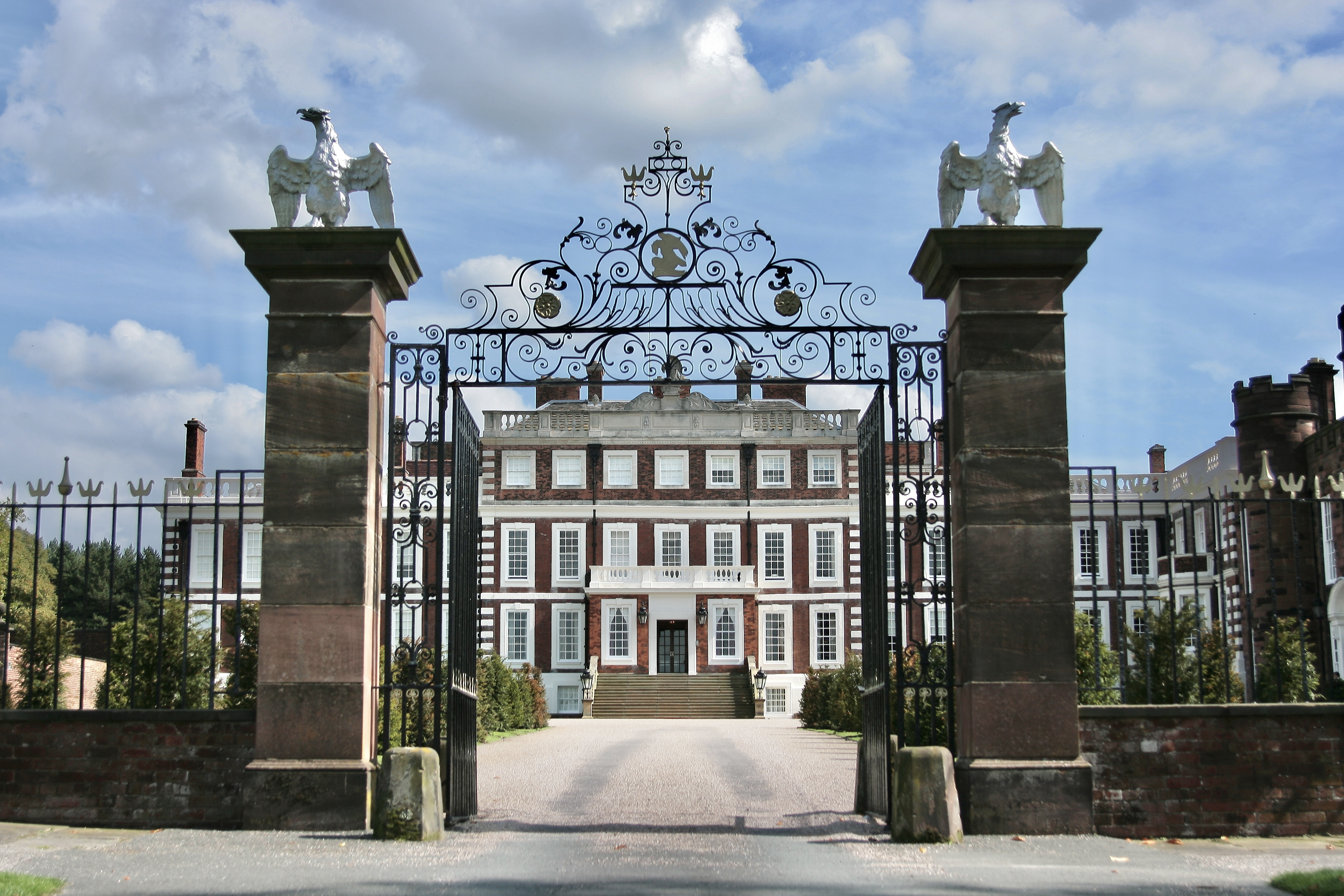
Zámek Knowsley Hall (Lancashire), hlavní sídlo hrabat z Derby

V roce 1889 se oženil s Alicí Montagu (1862-1957), dcerou 7. vévody z Manchesteru a nevlastní dcerou 8. vévody z Devonshiru. Měli spolu tři děti, dcera Victoria (1892-1927) se provdala za Neila Primrose (1882-1917), syna premiéra 5. hraběte z Rosebery. Starší syn lord Edward Stanley (1894-1938), zastával řadu nižších funkcí ve státní správě, nakonec byl jmenován ministrem pro dominia, ale krátce poté zemřel. Mladší syn Oliver Stanley (1896-1950) byl v politické kariéře ještě úspěšnější, byl mimo jiné ministrem dopravy, školství, obchodu, války a kolonií.
Ve státních službách se uplatnili také tři mladší bratři 17. hraběte z Derby. Sir Victor Albert Stanley (1867-1934) sloužil v námořnictvu a dosáhl hodnosti admirála, Sir Arthur Stanley (1869-1947) byl dlouholetým členem Dolní sněmovny, nejmladší Sir George Frederick Stanley (1872-1938) zastával nižší funkce ve vládě a nakonec byl guvernérem v Madrasu.